# Resolutie 711 Veiligheidsraad Verenigde Naties
Resolutie 711 van de Veiligheidsraad van de Verenigde Naties werd samen met twee andere VN-Veiligheidsraadsresoluties aangenomen op 12 september 1991. De resolutie passeerde zonder stemming. 
Alle drie de resoluties van deze
dag gingen over de toelating van de Baltische landen tot de Verenigde Naties.

## Inhoud
De Veiligheidsraad had de kandidatuur voor VN-lidmaatschap van Litouwen bestudeerd, en raadde de Algemene Vergadering aan om Litouwen toe te laten tot de VN.

## Verwante resoluties
- Resolutie 704 Veiligheidsraad Verenigde Naties over de aanbeveling van de Marshalleilanden.
- Resolutie 709 Veiligheidsraad Verenigde Naties over de aanbeveling van Estland.
- Resolutie 710 Veiligheidsraad Verenigde Naties over de aanbeveling van Letland.

Lijst ·  684 ·  685 ·  686 ·  687 ·  688 ·  689 ·  690 ·  691 ·  692 ·  693 ·  694 ·  695 ·  696 ·  697 ·  698 ·  699 ·  700 ·  701 ·  702 ·  703 ·  704 ·  705 ·  706 ·  707 ·  708 ·  709 ·  710 ·  711 ·  712 ·  713 ·  714 ·  715 ·  716 ·  717 ·  718 ·  719 ·  720 ·  721 ·  722 ·  723 ·  724 ·  725